# Таламоне
Таламоне (итал. Talamone) — фракция коммуны Орбетелло в провинции Гроссето в области Тоскана Итальянской Республики. Численность населения составляла 355 жителей в 2008 году.

## Описание
Располагается в 23 км от административного центра коммуны — города Орбетелло, на высоте 32 м над уровнем моря, на невысоком скалистом мысе, закрывающим одноимённый залив, на южной оконечности гор Уччеллина, где доминируют руины древнего замка. Является туристическим портом. 
Древний Теламон располагался на холме Таламоначчо, на восточном берегу залива недалеко от Аврелиевой дороги. Город, соответствующий сегодняшнему Таламоне, вероятно был построен на одноимённом мысе для обслуживания порта, выросшего во времена империи из-за заброшенности близлежащего Теламона. В эпоху Раннего Средневековья его не поддерживали; ожил около 1000 года, переданный монахам аббатства Сан-Сальваторе на горе Амиата, в 1303 году был приобретен Сиеной. Он пережил небольшое процветание, когда Флоренция направляла сюда часть своих транспортных потоков (1356—1364 гг.). Захваченный А. Дориа на службе Папы в 1526 году, опустошенный Хайреддином Барбароссой в 1544 году, он перешёл к испанцам в 1556 году и образовал самый маленький из их «гарнизонов» Тосканы под командованием военного губернатора Орбетелло. Гарибальди высадился в Таламоне 7 мая 1860 года во время «Экспедиции Тысячи».